# Nizwa

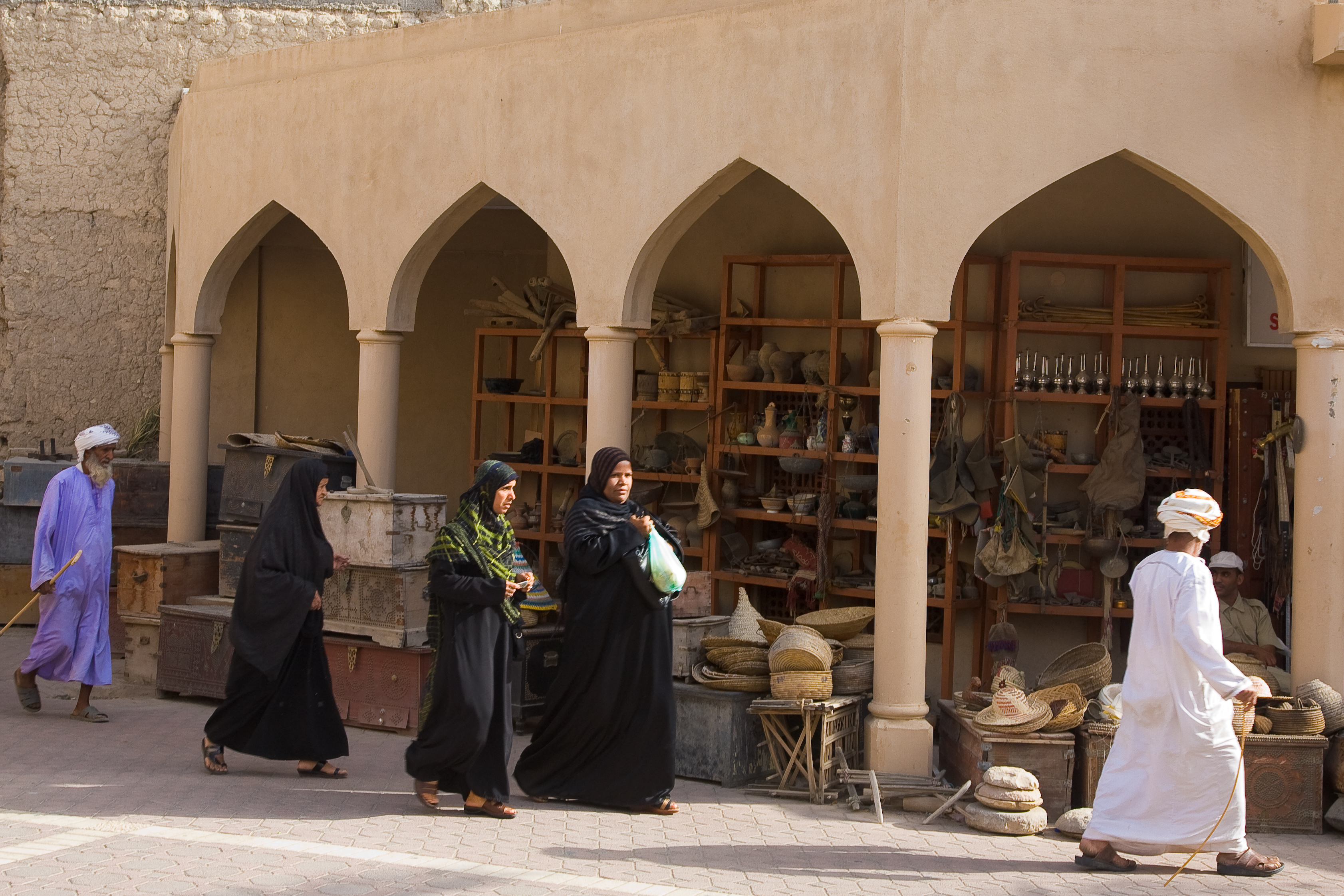
El mercat de Nizwa

Nizwa (àrab: نزوى, Nizwà) és una ciutat i oasi del centre d'Oman, antiga capital de l'imamat d'Oman. Està dividida en la vila baixa fortificada (Nizwat al-Sufala) i una vila alta també fortificada (Nizwat al-Alaya o Samad al-Kindi), situada una a cada costat del uadi Kalbi. La gran mesquita local a Nizwat al-Sufala era el lloc de proclamació tradicional dels imams; allí prop hi havia el mercat i el castell rectangular amb una torre circular (anomenada Kala) de 43 metres de diàmetre, que és la torre antiga més alta d'Oman i que s'atribueix al soldà yarúbida Sayf ibn Sultan (+ 1649); la torre es va construir en 12 anys i defensava l'accés a l'interior del país pel uadi Samail (que portava a la Batina, a la costa). L'oasi té almenys 25.000 palmeres.
Abans de l'islam, la ciutat fou seu dels prínceps locals al-Djulanda. Va mantenir importància durant segles, i fou progressivament suplantada per Rustak i Masqat, però va conservar encara el seu caràcter de centre de cultura ibadita. El segon imam ibadita al-Warith va morir a Nizwa, ofegat en una crescuda del uadi Kalbu, i en endavant fou el lloc on generalment foren enterrats els imams. Al-Mukadasi l'esmenta al segle X com una de les principals fortaleses del país, junt amb Masqat, Sawhar i Djulfar. Al-Idrisi l'esmenta sense donar-ne detalls. Sota els nabhànides, la capital va passar a Rustak i s'hi va mantenir fins a l'inici del segle xvii, quan la capital va passar a Masqat a la costa i Nizwa va perdre importància política. Fou habitada principalment per la tribu dels Banu Riyam, però també per d'altres com els Banu Hina i fins i tot els Al Bu Said.

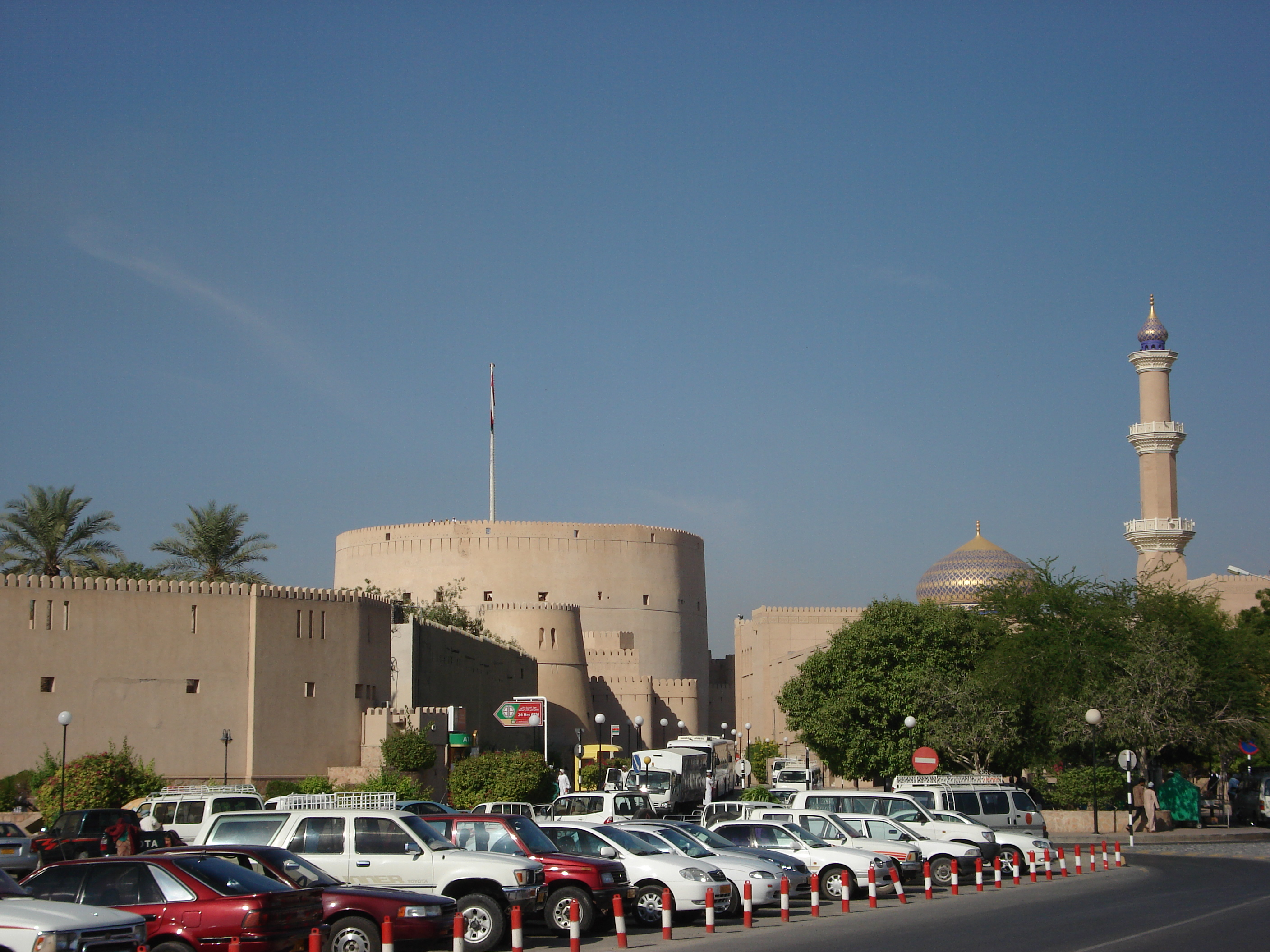
El castell de Nizwa

El primer occidental que la va visitar fou Wellsted el 1835. El 1913 les tribus, malcontentes amb el sultà de Masqat, van proclamar imam Salim ibn Rashid al-Kharusi, que va tenir el suport de les confederacions tribals dels al-Ghafiri i els hinawi; Nizwa va quedar sota el seu control; els imams la van conservar fins al 1955, quan les forces britàniques, en nom del soldà Said ibn Taymur, la van ocupar. L'expedició va arribar fins a Buraimi. Entre 1957 i 1959, els seguidors de l'imam es van revoltar amb suport saudita i dels nacionalistes àrabs d'Egipte i Nizwa va estar en poder dels rebels fins al 1959, quan fou ocupada altre cop pels britànics.
La descripció de Wellsted es podia aplicar encara a la ciutat abans del 1975; després va començar a canviar ràpidament mercès al petroli i a les inversions, com una autopista de dos carrils que la connecta amb Masqat, un hospital, un col·legi tècnic, col·legi de ciències aplicades, universitat, i acadèmia d'entrenament militar de la policia. S'han construït alguns hotels i s'ha desenvolupat el turisme. Prop de la població hi ha el Falaj Daris (Patrimoni de la Humanitat), el falaj més gran d'Oman, que aporta aigua a la ciutat i rodalia; altres falajs destacats a la zona són al-Ghantuq i Dhoot.